# Mada Masr
Mada Masr è un giornale on-line egiziano che pubblica sia in arabo sia in inglese. È considerato la principale fonte di informazione indipendente rimasta in Egitto dopo il colpo di stato del 2013. È diretto da Lina Attalah.

## Storia
Mada Masr è stato fondato nel 2013 dai giornalisti di Egypt Independent, in seguito alla chiusura di quest'ultima testata. Egypt Independent era un settimanale in lingua inglese, fondato nel 2009 come giornale on-line e disponibile in versione stampata dal 2011, che dipendeva dal quotidiano Al-Masry Al-Youm; furono gli editori di quest'ultimo a decretare la chiusura di Egypt Independent nell'aprile 2013, dichiarando che la motivazione era di natura economica.
Il primo numero di Mada Masr fu pubblicato il 30 giugno 2013, nei giorni precedenti al golpe egiziano di al-Sisi. Nel primo editoriale la redazione ha dichiarato di voler offrire più giornalismo investigativo rispetto alla precedente esperienza, e di voler pubblicare sia in arabo sia in inglese.
Dal 2013 ad oggi, Mada Masr ha pubblicato articoli di politica, economia, ambiente, cultura e società; i suoi articoli sulla corruzione e sui problemi di sicurezza sono spesso critici nei confronti del governo egiziano. Alcuni dei suoi articoli sono stati citati da altri media internazionali. Ad esempio, un articolo di Sarah Carr sui manifestanti egiziani che nel 2013 non appoggiavano né Morsi né al-Sisi (la Terza Piazza), è stato citato in un articolo della rubrica di Robert Mackey sul sito New York Times, che ne riporta alcuni passaggi.

## Censura
Nel 2017 il governo egiziano ha bloccato l'accesso al sito web di Mada Masr, assieme ad altre decine di siti web i cui contenuti supporterebbero il terrorismo e l'estremismo. Per anni Mada Masr ha reso visitabili i contenuti del suo sito web in Egitto attraverso siti mirror.
Il 24 novembre 2019, agenti in borghese hanno fatto irruzione nella sede di Mada Masr ed hanno arrestato Lina Attalah, Mohamed Hamma e Rana Mamdouh. I tre sono stati rilasciati qualche ora dopo assieme al collega Shady Zalat, che era stato prelevato a casa ed aveva subito una sparizione forzata. L'accusa della procura, basata su indagini dei servizi segreti egiziani, è che il giornale sia stato fondato dalla Fratellanza Mussulmana con l'intento di diffondere false notizie allo scopo di sovvertire l'ordine pubblico.
Lina Attalah è stata arrestata anche il 17 maggio 2020 dalle forze di sicurezza egiziane, e rilasciata su cauzione nello stesso giorno.

## Riconoscimenti
Nel luglio 2020 a Mada Masr e a Lina Attalah è stato assegnato il Premio Hermann Kesten dell'organizzazione non governativa PEN International; il ministro dell'Arte e della Cultura dell'Assia, Angela Dorn-Rancke, durante la cerimonia di premiazione ha riconosciuto il «coraggio del team editoriale nel coprire in maniera critica gli eventi in Egitto, resistendo alla censura e alle intimidazioni».
Nel marzo 2020 alcuni articoli di Mada Masr sono stati inseriti nel progetto Uncensored Library di Reporter senza frontiere (RSF), ovvero sono stati caricati in una libreria virtuale del videogioco Minecraft, assieme ad altri articoli censurati in paesi con scarsa libertà di stampa come Russia, Arabia Saudita e Messico. RSF definisce Mada Masr «l'ultimo sito d'informazione indipendente ed una delle più importanti fonti d'informazione di qualità in Egitto».